# Кољено (Рожаје)
Кољено је насеље у општини Рожаје у Црној Гори. Према попису из 2003. било је 630 становника (према попису из 1991. било је 599 становника).
Село Кољено налази се на обронцима планине Хајле, Џаковице, Бисернице. Удаљено од града Рожаја 4 km на путу према Беранама. У њему живе братства: Мујевићи, Дедеићи, Бралићи, Хусовићи.

## Демографија
У насељу Кољено живи 411 пунолетних становника, а просечна старост становништва износи 28,9 година (27,7 код мушкараца и 30,2 код жена). У насељу има 117 домаћинстава, а просечан број чланова по домаћинству је 5,38.
Ово насеље је углавном насељено Бошњацима (према попису из 2003. године), а у последња три пописа, примећен је пораст у броју становника.
|  |

| Демографија | Демографија | Демографија |
| Година      | Становника  | Становника  |
| ----------- | ----------- | ----------- |
|             |             |             |
|             |             |             |
|             |             |             |
|             |             |             |
| 1948.       | 290         |             |
| 1953.       | 351         |             |
| 1961.       | 432         |             |
| 1971.       | 404         |             |
| 1981.       | 489         |             |
| 1991.       | 599         | 570         |
| 2003.       | 741         | 630         |
|             |             |             |

| Етнички састав према попису из 2003.‍ | Етнички састав према попису из 2003.‍ | Етнички састав према попису из 2003.‍ | Етнички састав према попису из 2003.‍ | Етнички састав према попису из 2003.‍ |
| ------------------------------------ | ------------------------------------ | ------------------------------------ | ------------------------------------ | ------------------------------------ |
|                                      |                                      |                                      |                                      |                                      |
| Бошњаци                              | Бошњаци                              |                                      | 453                                  | 71,90%                               |
| Муслимани                            | Муслимани                            |                                      | 123                                  | 19,52%                               |
| Албанци                              | Албанци                              |                                      | 50                                   | 7,93%                                |
| Црногорци                            | Црногорци                            |                                      | 3                                    | 0,47%                                |
| Срби                                 | Срби                                 |                                      | 1                                    | 0,15%                                |
| непознато                            | непознато                            |                                      | 0                                    | 0,0%                                 |

| Година пописа     | 1948. | 1953. | 1961. | 1971. | 1981. | 1991. | 2003. |
| ----------------- | ----- | ----- | ----- | ----- | ----- | ----- | ----- |
| Број домаћинстава | 39    | 44    | 56    | 50    | 61    | 101   | 121   |

| Број чланова      | 1   | 2 | 3 | 4 | 5  | 6  | 7  | 8  | 9 | 10 и више | Просек |
| ----------------- | --- | - | - | - | -- | -- | -- | -- | - | --------- | ------ |
| Број домаћинстава | 117 | 4 | 6 | 6 | 18 | 37 | 20 | 11 | 7 | 3         | 5      |

| Пол    | Укупно | Неожењен/Неудата | Ожењен/Удата | Удовац/Удовица | Разведен/Разведена | Непознато |
| ------ | ------ | ---------------- | ------------ | -------------- | ------------------ | --------- |
| Мушки  | 228    | 93               | 130          | 2              | 2                  | 1         |
| Женски | 217    | 59               | 148          | 8              | 2                  | 0         |
| УКУПНО | 445    | 152              | 278          | 10             | 4                  | 1         |

| Пол    | Укупно                    | Пољопривреда, лов и шумарство | Рибарство                            | Вађење руде и камена | Прерађивачка индустрија       |
| ------ | ------------------------- | ----------------------------- | ------------------------------------ | -------------------- | ----------------------------- |
| Мушки  | 91                        | 17                            | 0                                    | 0                    | 21                            |
| Женски | 16                        | 4                             | 0                                    | 0                    | 1                             |
| УКУПНО | 107                       | 21                            | 0                                    | 0                    | 22                            |
| Пол    | Производња и снабдевање   | Грађевинарство                | Трговина                             | Хотели и ресторани   | Саобраћај, складиштење и везе |
| Мушки  | 1                         | 0                             | 3                                    | 4                    | 5                             |
| Женски | 0                         | 0                             | 0                                    | 3                    | 0                             |
| УКУПНО | 1                         | 0                             | 3                                    | 7                    | 5                             |
| Пол    | Финансијско посредовање   | Некретнине                    | Државна управа и одбрана             | Образовање           | Здравствени и социјални рад   |
| Мушки  | 0                         | 0                             | 15                                   | 3                    | 1                             |
| Женски | 0                         | 0                             | 3                                    | 1                    | 4                             |
| УКУПНО | 0                         | 0                             | 18                                   | 4                    | 5                             |
| Пол    | Остале услужне активности | Приватна домаћинства          | Екстериторијалне организације и тела | Непознато            | Непознато                     |
| Мушки  | 3                         | 0                             | 0                                    | 18                   | 18                            |
| Женски | 0                         | 0                             | 0                                    | 0                    | 0                             |
| УКУПНО | 3                         | 0                             | 0                                    | 18                   | 18                            |